# 레지나 홀
리지나 홀(영어: Regina Lee Hall, 1970년 12월 12일 ~ )은 미국의 배우이다. 뉴욕 영화 비평가 협회상 여우주연상을 수상한 최초의 흑인 여배우이다.

## 출연 작품

### 영화
- 무서운 영화 (2000)
- 무서운 영화 2 (2001)
- 무서운 영화 3 (2003)
- 무서운 영화 4 (2006)
- 베케이션 (2015)
- 걸즈 트립 (2017)
- 그녀들을 도와줘 (2018) - 리사 역
- 더 헤이트 유 기브 (2018) - 리사 카터 역
- 샤프트 (2019)

### 텔레비전
- 앨리의 사랑 만들기 (2001-02)
- 로앤오더: 특수범죄 전담반 (2010-11)
- 그랜드파더드 (2016)